# Distrito electoral de Douglas (condado de Nemaha, Nebraska)
Douglas (en inglés: Douglas Precinct) es un distrito electoral ubicado en el condado de Nemaha en el estado estadounidense de Nebraska. En el Censo de 2010 tenía una población de 314 habitantes y una densidad poblacional de 3,58 personas por km².

## Geografía
Douglas se encuentra ubicado en las coordenadas 40°24′53″N 95°48′36″O / 40.41472, -95.81000. Según la Oficina del Censo de los Estados Unidos, Douglas tiene una superficie total de 87.72 km², que corresponden a tierra firme.

## Demografía
Según el censo de 2010, había 314 personas residiendo en Douglas. La densidad de población era de 3,58 hab./km². De los 314 habitantes, Douglas estaba compuesto por el 99.04% blancos, el 0.32% eran asiáticos, el 0.32% eran de otras razas y el 0.32% pertenecían a dos o más razas. Del total de la población el 1.59% eran hispanos o latinos de cualquier raza.